# Frattaglie
In gastronomia per frattaglie (dalla lingua latina, fractus = spezzato), o quinto quarto, s'intendono in senso lato le interiora degli animali macellati, cucinate a scopo alimentare nella cucina popolare; il riferimento è agli organi interni che non siano muscoli od ossa. In dettaglio sono in genere considerate frattaglie: animelle, cervello, cuore, fegato, lingua, milza, polmone, rognone, trippa. In misura e quantità differenti sono utilizzate nella cucina, spesso con trattamento culinario specifico, quelle dei bovini, ovini, suini, polli, oche e conigli. Più raro l'utilizzo di quelle del pesce, anche se esistono alcune ricette che le impiegano, come ad esempio la trippa di mare.

## Terminologia

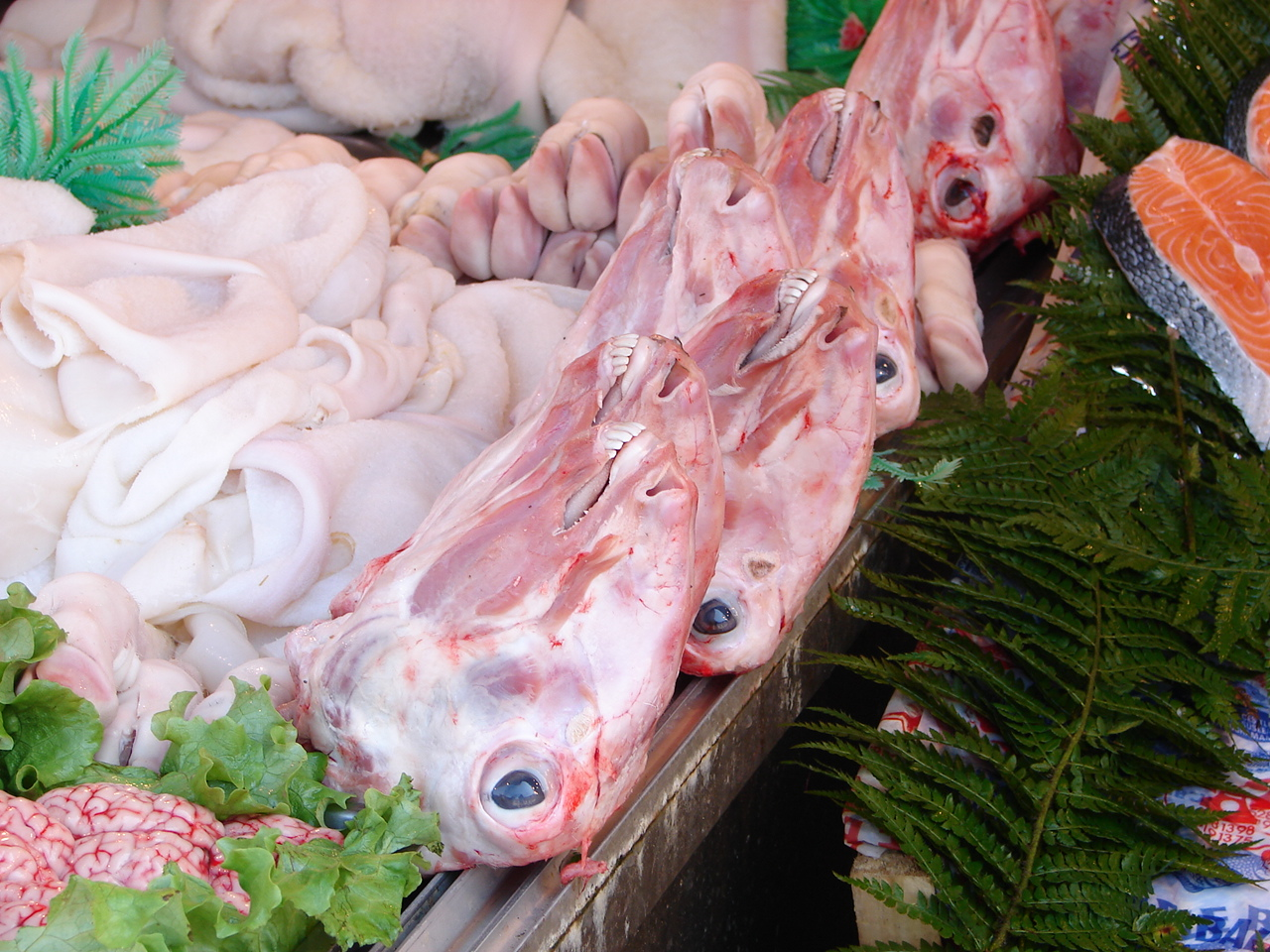
Frattaglie in vendita in un mercato di Istanbul

Le frattaglie di pollo e di altri volatili utilizzati nell'alimentazione umana vengono dette rigaglie.
Cuore, fegato, milza e polmone prendono anche il nome di coratella o corata. Negli ovini la coratella si estrae dal resto dell'animale in un solo blocco. Vengono spesso annoverate tra le frattaglie anche l'animella, il midollo spinale dei bovini, noto in Italia settentrionale anche come "filone", e le mammelle di mucche e scrofe.

## Storia
Le frattaglie, in particolare il cervello, sono più deperibili di tagli o altre parti degli animali da macello. Prima che fossero disponibili i frigoriferi per conservare le carni appena macellate, le frattaglie erano considerate materiale di scarto e gettate subito dopo la macellazione dell'animale nei mattatoi.

## Utilizzo

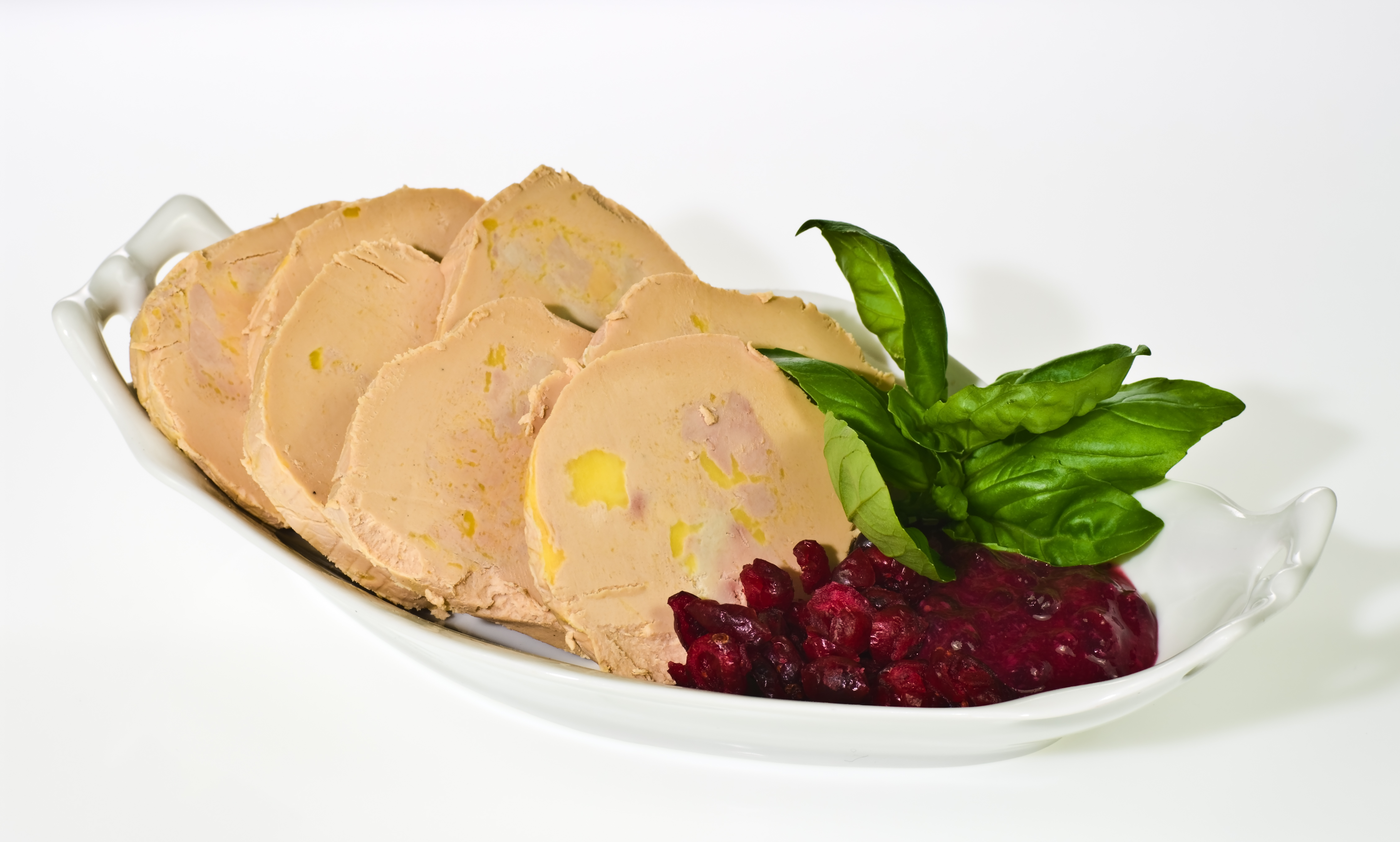
Un piatto di foie gras

Alcune culture rigettano l'uso delle frattaglie come cibo; in altre, al contrario, rappresentano un pasto abitudinario o da gourmet: per esempio il foie gras, il pâté e l'animella.
Altri piatti fanno parte della tradizione culinaria locale e possono essere consumati soprattutto in occasione di festività, ad esempio l'haggis scozzese, la tobă rumena o i crostini di milza toscani.
Gli intestini sono usati come rivestimento per le salsicce, se non sostituiti da rivestimenti artificiali più economici. Sulle mammelle bovine sono basate alcune preparazioni alimentari quali il teteun valdostano.
Varie frattaglie, tra le quali ad esempio i cuoricini di pollo, sia per la loro appetibilità sia per il costo relativamente modesto vengono utilizzate come cibo per alcune specie di animali da compagnia, in particolare i gatti.
Le frattaglie non utilizzate a scopo alimentare, umano o animale, sono spesso processate per trarne fertilizzanti, oli, adesivi, glicerina e altri prodotti utilizzati dall'industria chimica o farmaceutica.

## Valori nutrizionali
Variano molto da tipo a tipo e anche fra generi diversi di animali. Alcune si distinguono per la presenza di proteine nobili, in specie nucleoproteine, (fegato e rognone), altre per l'elevata percentuale di tessuto connettivo (trippa), altre ancora per la presenza di grassi e colesterolo, come nel caso del cervello. Quasi tutte hanno ottimi contenuti di sali minerali. Le difficoltà digestive variano da facilmente digeribili come lingua, fegato, milza e rognoni, pressoché privi di tessuto connettivo e con basso tenore di grassi, a digeribili con difficoltà, in particolare trippa, cuore e polmone per la presenza di tessuto connettivo e cervello per l'elevata percentuale di grassi.
Alcune sono da evitare da parte delle persone affette da uricemia e gotta a causa del contenuto di nucleoproteine che nel corso della digestione danno origine a quantità non indifferenti di purine e acido urico, altre sono controindicate agli ipercolesterolemici e agli iperlipemici per il loro contenuto di colesterolo (ad es. il cervello).

## Voci correlate

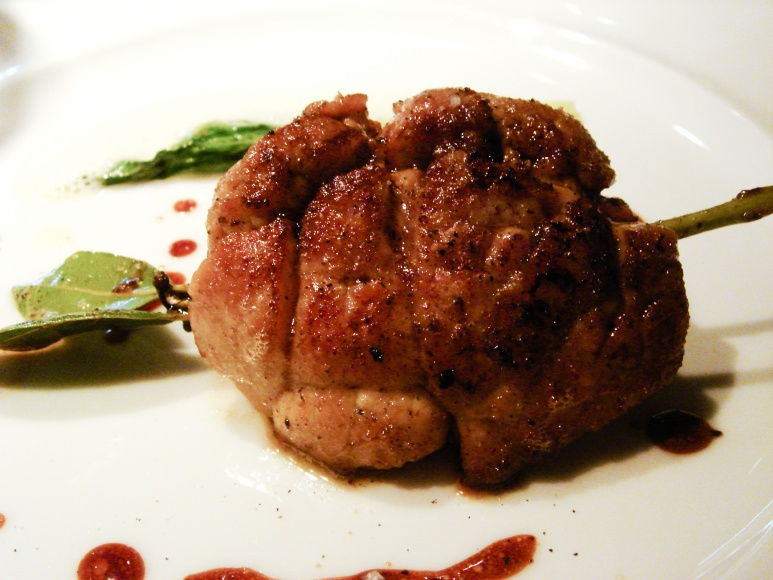
Animella di vitello